# ビーチラグビー
ビーチラグビーは、ラグビーの派生型として位置づけられるスポーツ（球技）。砂浜で行われるビーチスポーツの一つである。
- ワールドラグビー（旧国際ラグビー評議会（International Rugby Board：IRB））ではBeach Rugby Laws（ビーチラグビー競技規則）を公表[1]。2012年の香港セブンズでは開幕前にレパルスベイで5人制ビーチラグビーが開催された[2]。
- ビーチラグビー - 上記規則とは別に日本では1990年に「ビーチフットボール」の名称で新たな球技が考案され、2013年（平成25年）4月に「ビーチラグビー」に改称された[1]。この競技団体として国際ビーチラグビー協会（INTERNATIONAL BEACH RUGBY ASSOCIATION：IBRA）が設立されている[1]。
- グリュイサン・ビーチラグビー - 南フランスのグリュイサンで開催されているビーチラグビー（なお、地中海沿岸で行われているビーチラグビーは15人制と13人制ラグビーから生まれた団体競技とされている）[3]。

## IBRA

### 歴史
1990年、明治大学ラグビー部OB若狭平和（現：国際ビーチラグビー協会 (IBRA) 副会長）が日本発祥のビーチスポーツとして生んだ競技である。また、IBRAではスポーツだけでなく「環境美化」・「海浜美化運動」も併せて行っている。（元は、明大ラグビー部内でラグビーのオフシーズンの夏に部内のローカルルールで行われていた競技を同部OBの若狭平和らがルール整備し、協会、競技大会を発足させた。）
2013年4月には、名称をビーチフットボールから「ビーチラグビー」に変更した。
2009年に新潟県で行われた「トキめき新潟国体」のデモンストレーション競技として、このビーチラグビーが選出された。また、2015年に和歌山県で行われた「紀の国わかやま国体」のデモンストレーション競技にも選出された。

### ルール
タッチラグビーとアメリカンフットボールを足して2で割ったような、浜辺で行うスポーツで、タックルなどの体の接触がなく安全に楽しめ、かつスピーディなスポーツで老若男女が楽しめる。
各チーム5人ずつに分かれ、楕円球を用いて、前後半7分間ずつのゲームを行う。相手ディフェンスによるタッチを交わしながら、相手陣のゴールゾーンまでボールを運んだら、「タッチイン」といって得点となる。
用具
ビーチラグビー専用の楕円球を用いる。ラグビーボールよりもやや小さい。
プレーヤー
各チーム10人以内が試合に出場できる。そのうち5人以内が同時に競技ゾーンへ入ることが出来る。
プレーが途切れる時に、他のプレーヤーと交代することが出来る。
セットプレー
正しい位置から攻撃側プレーヤー1人（スナッパー）が両足の間からボールを後ろに投げる事によって、後方にいるプレーヤー（レシーバー）にボールを渡す事によってゲームが開始される。
攻撃
攻撃側は5回の攻撃権をもつ。ラグビーと同様に後方へパスを回しながら、相手ゴールへ前進して攻撃する。
タッチされる事で1回の攻撃権を失い、5回の攻撃権が消滅した時点で攻撃権は相手チームに移る。
5回の攻撃権を持つ間に1回だけ前へ投げることが出来る。（フロントパス）
ボールを落としたり（ノックオン）、フロントパス以外で前へパスする（スローフォワード）などの反則をした場合にも、攻撃権が相手チームに移る。
次の行為などが反則となる。
- ボールを転がして渡したり、途中で地面に落ちて渡す。
  - ノックオンが適用され（ラグビーのノックオンとは要件が異なる）、ボールが地面に接した地点で攻守交代
- ボールを手渡しする
  - ノットリリースの反則となりその地点で攻守交代
- スナッパーの両足が地面についていない状態でボールを後方へ出す。
  - フットアップの反則、その地点で攻守交代
- レシーバーが捕球した場所がスナッパーの後方直線上でない
  - ノットストレートの反則、その地点で攻守交代
- レシーバーが捕球したときスナッパーとの距離が後方直線上に1m以上離れていない
  - ノット1m (ワンメーター) ＝セットプレーの地点で攻守交代
- スナッパーのダミーパス（投げると見せかけて投げない）
  - ダミーパスの反則、その地点で攻守交代
- セット時から5秒以上経過してもセットプレーを行わない
  - タイムオーバーの反則、その場で攻守交代

得点
タッチインが成立すれば+3点を得る。
直後に、得点側3人対失点側2人でエキストラポイントが行われる。攻撃側のエキストラポイントが成立すれば、更に+1点を得る。

## グリュイサン・ビーチラグビー
地中海沿岸でもビーチラグビーが行われており、15人制と13人制ラグビーから生まれた団体競技とされ、1チーム5人の2チームで対戦する。特にヴァルラス・プラージュ（Valras-Plage）とオード県（Aude）のグリュイサン（Gruissan）で毎年7月に開催されるビーチラグビーの大会がよく知られている。
このうちオード県・グリュイサンで開催されているビーチラグビーがグリュイサン・ビーチラグビーである。若年層、男女混成、女性など全てのチームに開かれた大会となっている。